# Zamenhofdag
Zamenhofdag (Esperanto: Zamenhofa Tago) is de geboortedag van de grondlegger van het Esperanto, Ludwik Zamenhof. Deze dag wordt binnen Esperantujo gevierd op 15 december. 

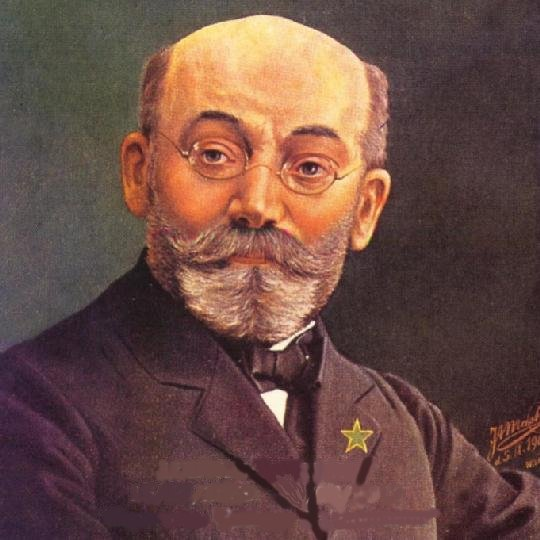
Dr. Zamenhof, grondlegger van de taal Esperanto.

Veel Esperantisten kopen een extra Esperantoboek rond deze dag. Er zijn ook speciale Esperanto-bijeenkomsten over heel de wereld om het te vieren, vaak ook reden voor Esperantisten om samen te komen gedurende de kerstvakantie. Het is de meest wijdgevierde dag binnen de Esperantocultuur. Esperanto Nederland gaat vaak samen iets organiseren met Esperantisten in Duitsland (in de buurt van Bremen). Zo vult iedereen de Zamenhofdag zelf in.
Sommige Esperanto-sprekers willen niet de prestaties van een enkel persoon over-vieren, maar stelden voor 15 december in te stellen als Dag van het Esperantoboek. Als volgt moedigen zij Esperantoverenigingen aan om op die dag een boek of dichtwerk aan het programma toe te voegen of een nieuw boek te publiceren. Of om het individueel te vieren, kan iemand een boek kopen of een nieuw Esperantoboek te gaan lezen om op die manier "Dag van het Esperantoboek" te vieren.
Op die dag wordt ook het feit gevierd dat Esperanto staat voor internationale communicatie op voet van gelijkwaardigheid.